# Gazella
Genre
Gazella est un genre de mammifères, de la famille des bovidés, de la sous-famille des antilopinés, vivant dans les steppes d'Afrique et d'Asie.
Toutes les espèces de ce genre sont appelées « gazelle », mais d'autres espèces en dehors de ce genre portent également ce nom (voir Gazelle).
Les espèces de ce genre sont des petites antilopes élancées, agiles et très rapides à la course. Certaines peuvent atteindre une vitesse de plus de 100 km/h, sur une distance de plusieurs centaines de mètres ou courir à une vitesse de 90 km/h sur des plus longues distances allant de 30 à 80 km et ont aussi la faculté d'entrecouper leurs courses de grands bonds. On trouve la plupart de ces gazelles dans les savanes africaines, sud-asiatiques et au Sahara.
Ce sont des herbivores ruminants ; elles se nourrissent d'herbes, de graminées, de feuilles de buissons… Certaines gazelles peuvent se passer d'eau pendant un long temps.

## Liste des espèces
Selon Catalogue of Life (12 mars 2019) :
- Gazella arabica (Lichtenstein, 1827)
- Gazella bennettii (Sykes, 1831)
- Gazella cuvieri (Ogilby, 1841)
- Gazella dorcas (Linnaeus, 1758)
- Gazella erlangeri Neumann, 1906
- Gazella gazella (Pallas, 1766)
- Gazella leptoceros (F. Cuvier, 1842)
- Gazella saudiya Carruthers & Schwarz, 1935
- Gazella spekei Blyth, 1863
- Gazella subgutturosa (Güldenstaedt, 1780)

Certaines espèces anciennement dans ce genre ont été déplacées en 2005 vers deux autres genres, Eudorcas et Nanger : 
- Nanger dama (Pallas, 1766) - Gazelle dama
- Nanger granti (Brooke, 1872) - Gazelle de Grant
- Nanger soemmerringii (Cretzschmar, 1828) - Gazelle de Sömmering
- Eudorcas rufifrons (Gray, 1846) - Gazelle à front roux
- Eudorcas rufina (Thomas, 1894) - Gazelle rouge
- Eudorcas thomsonii (Günther, 1884) - Gazelle de Thomson

Il existe de plus un grand nombre d'espèces reconnues comme disparues :
- Gazella altidens Schlosser, 1903 †
- Gazella atlantica Bourguignat, 1870 †
- Gazella baturra Alcalá & Morales, 2006 †
- Gazella bilkis Groves & Lay, 1985 †
- Gazella blacki Teilhard de Chardin & Young, 1931 †
- Gazella borbonica Depéret, 1884 †
- Gazella deperdita (Gervais, 1847) †
- Gazella dorcadoides Schlosser, 1903 †
- Gazella dracula Geraads, 1981 †
- Gazella emilii Bouvrain, 1998 †
- Gazella gaudryi Schlosser, 1904 †
- Gazella harmonae Geraads, Bobe & Reed, 2012 †
- Gazella janenschi Dietrich, 1950 †
- Gazella kueitensis Bohlin, 1938 †
- Gazella leile Gadjiev, 1961 †
- Gazella lydekkeri Pilgrim, 1937 †
- Gazella mongolica Dmitrieva, 1977 †
- Gazella mytilinii Pilgrim, 1926 †
- Gazella negevensis Tchernov, Ginsburg, Tassy & Goldsmith, 1987 †
- Gazella paotehensis Teilhard de Chardin & Young, 1931 †
- Gazella paragutturosa Bohlin, 1938 †
- Gazella parasinensis Dmitrieva, 1977 †
- Gazella pilgrimi Bohlin, 1935 †
- Gazella pomeli Arambourg, 1979 †
- Gazella praegaudryi Arambourg, 1959 †
- Gazella praethomsoni Arambourg, 1947 †
- Gazella propria Meladze, 1967 †
- Gazella saudiya Carruthers & Schwarz, 1935 †
- Gazella setifensis Pomel, 1895 †
- Gazella sinensis Teilhard de Chardin & Piveteau, 1930 †
- Gazella superba Pilgrim, 1939 †
- Gazella thomasi Pomel, 1895 †
- Gazella tingitana Arambourg, 1957 †

## Galerie

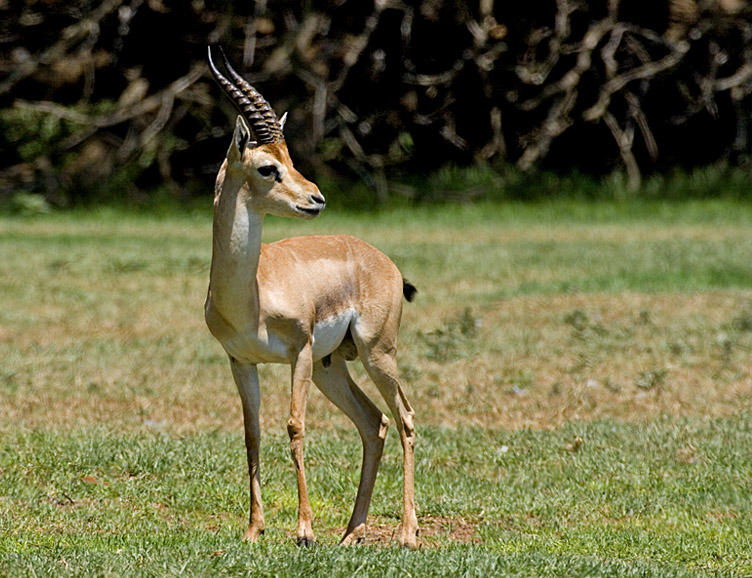
Gazelle de montagne d’Arabie (mâle)
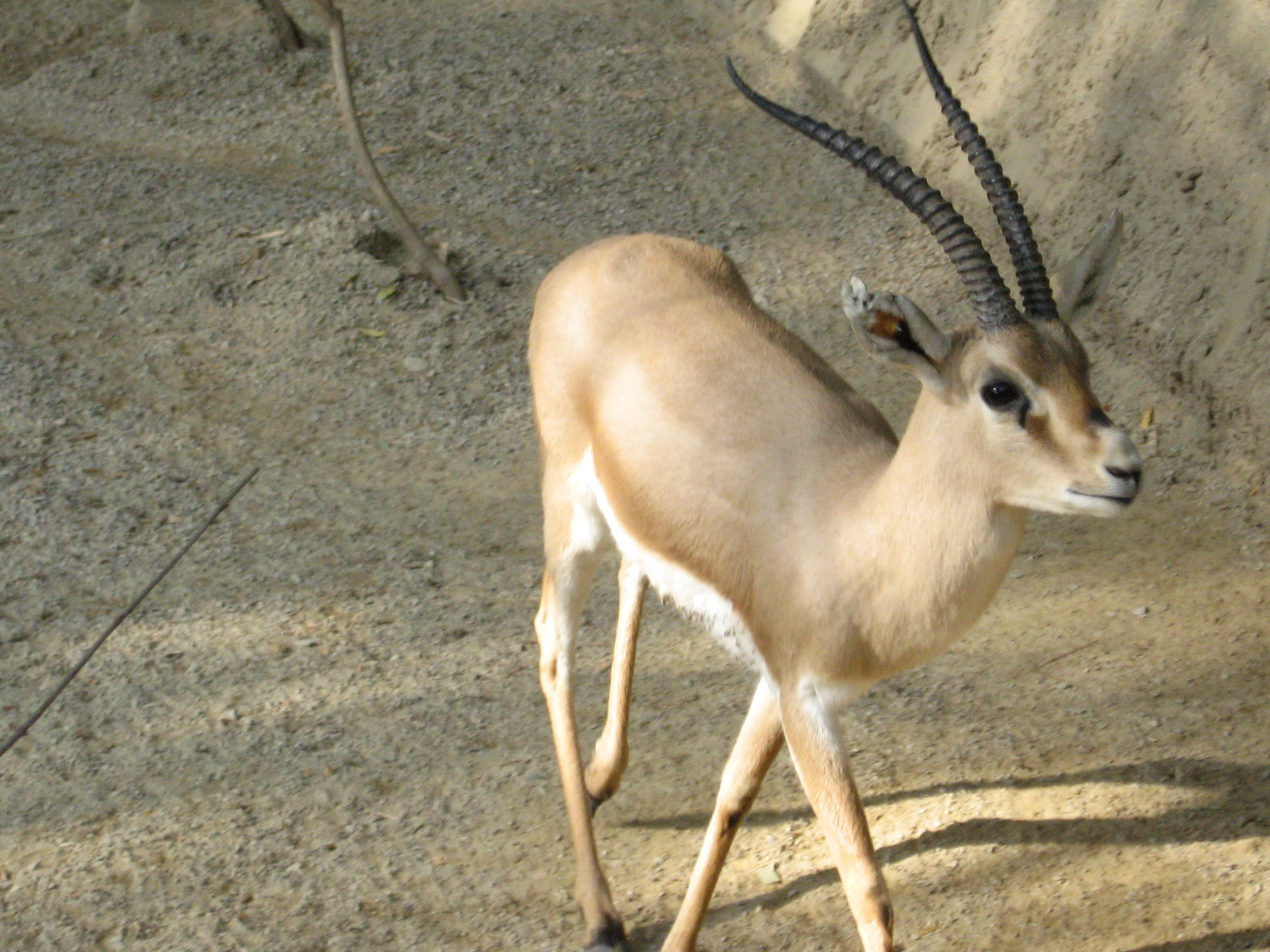
Gazella leptoceros (mâle)
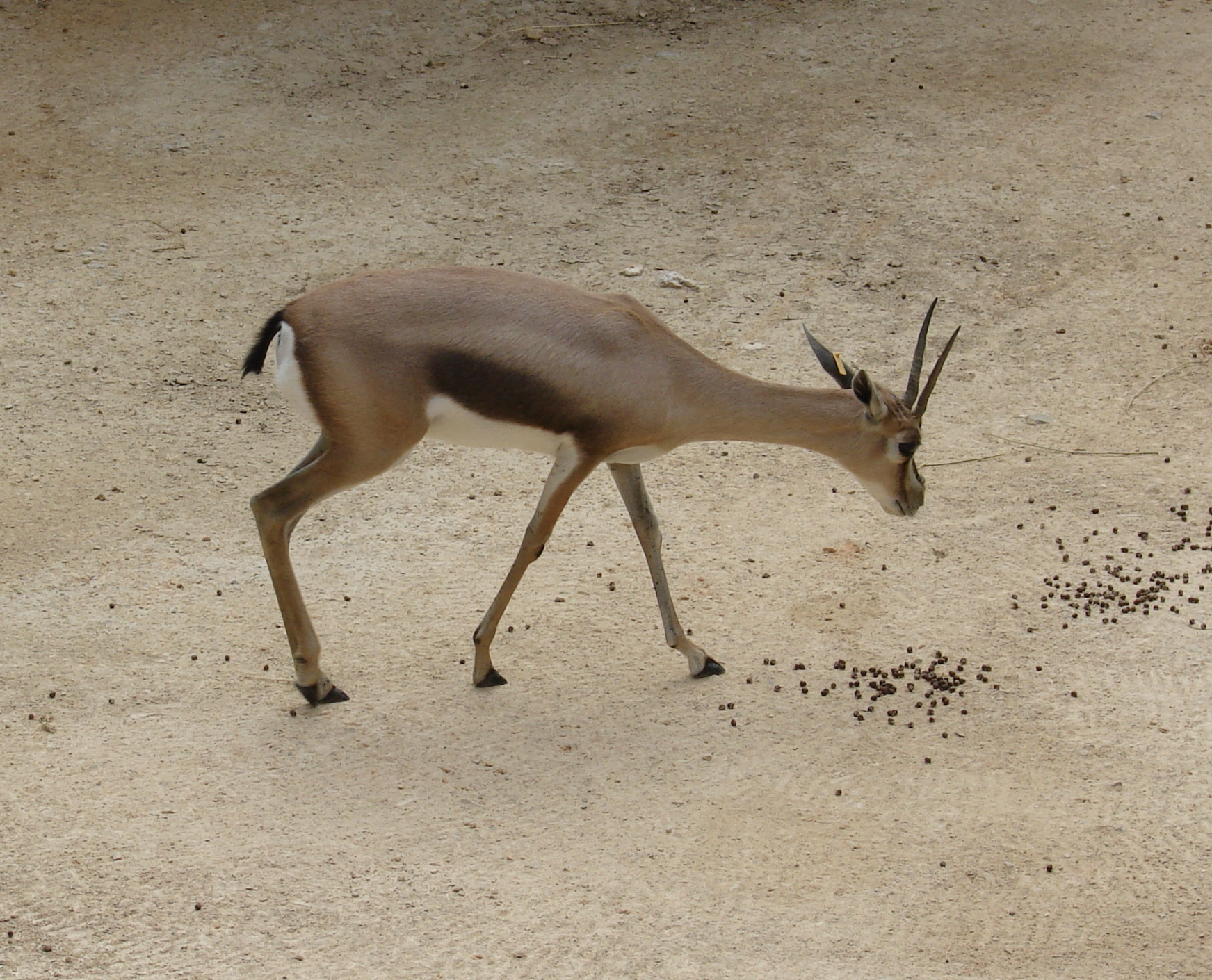
Gazelle de Speke (femelle)
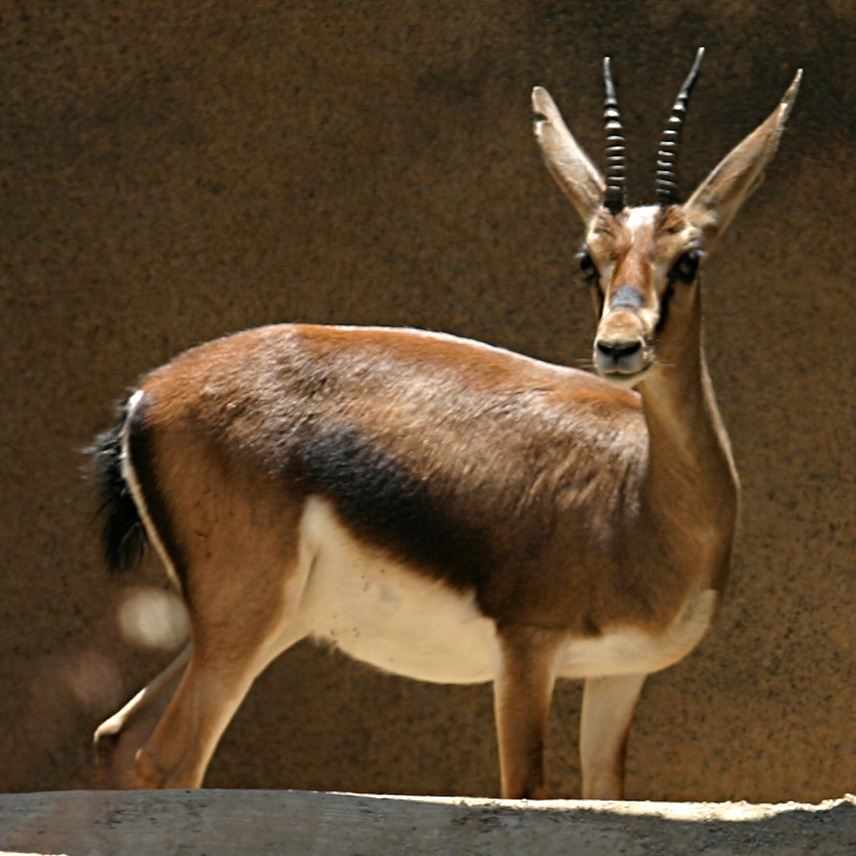
gazelle de Cuvier (femelle)
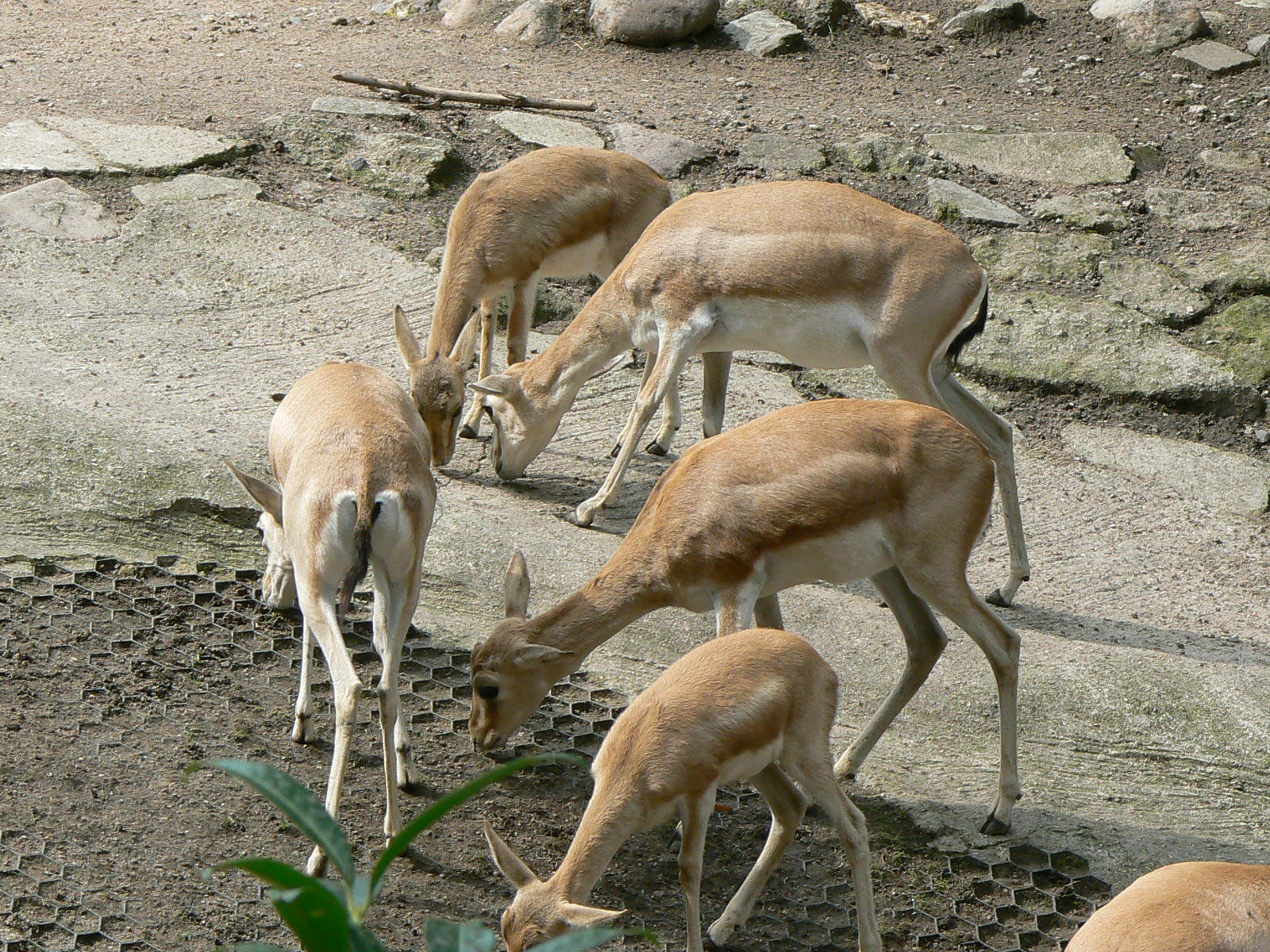
gazelle à goitre (femelles et jeunes)
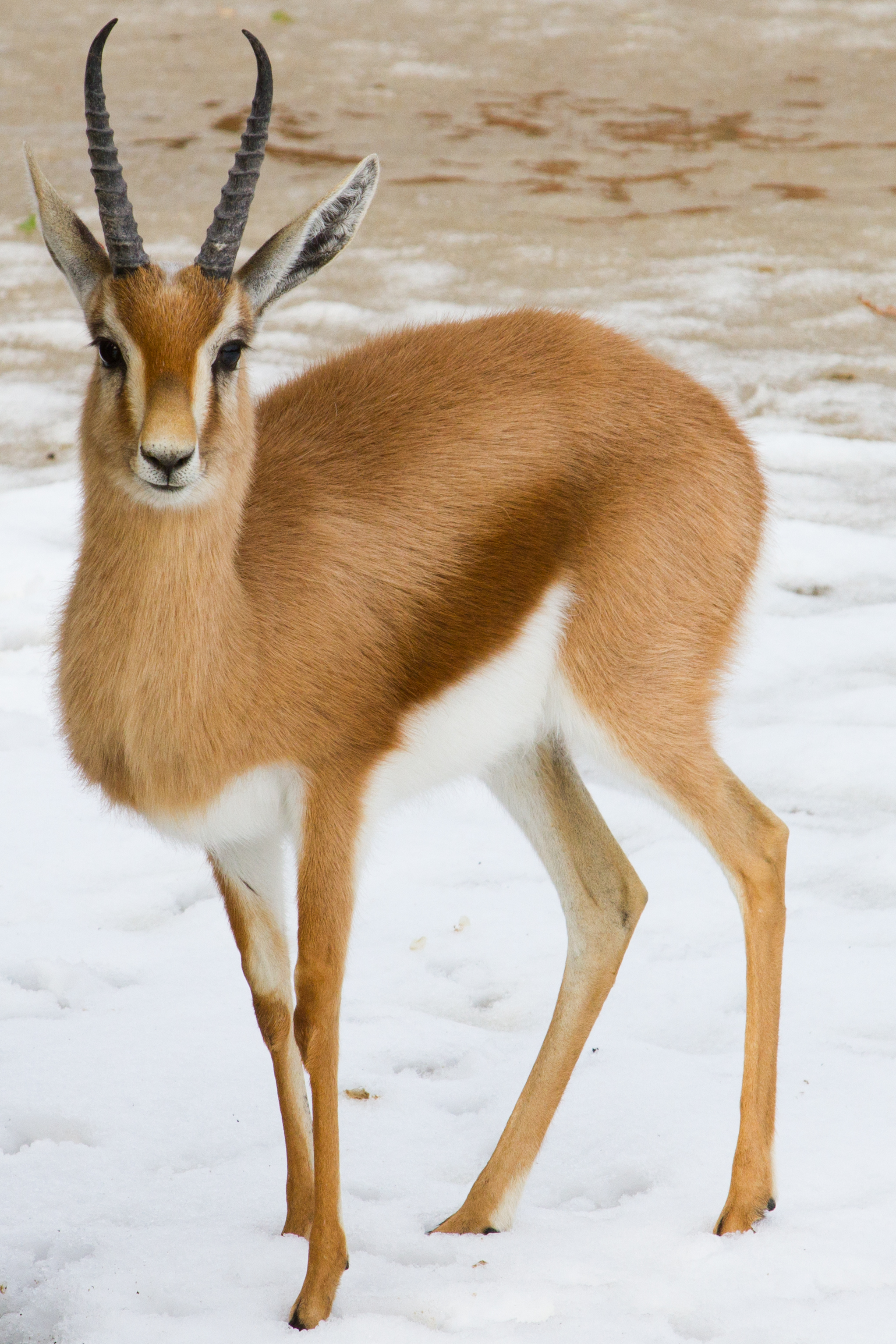
gazelle dorcas (mâle)
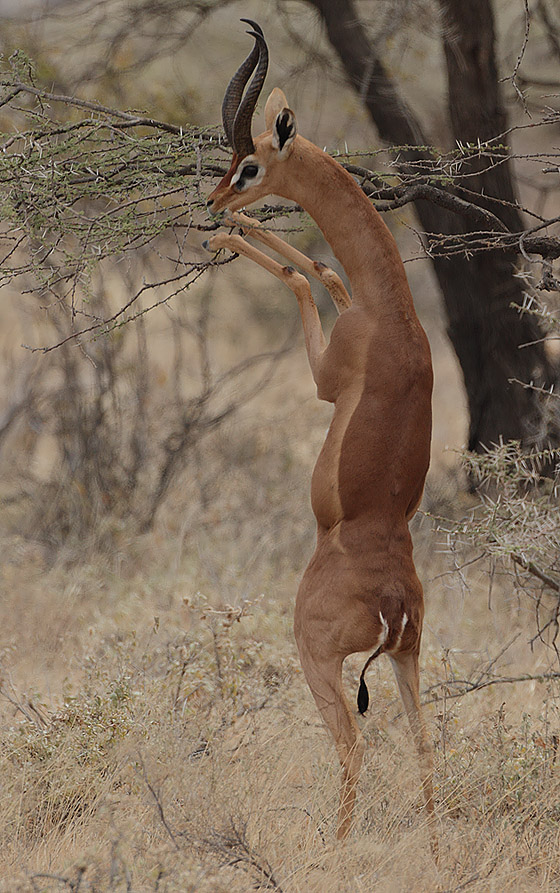
gazelle de waller, gérénuk (mâle)
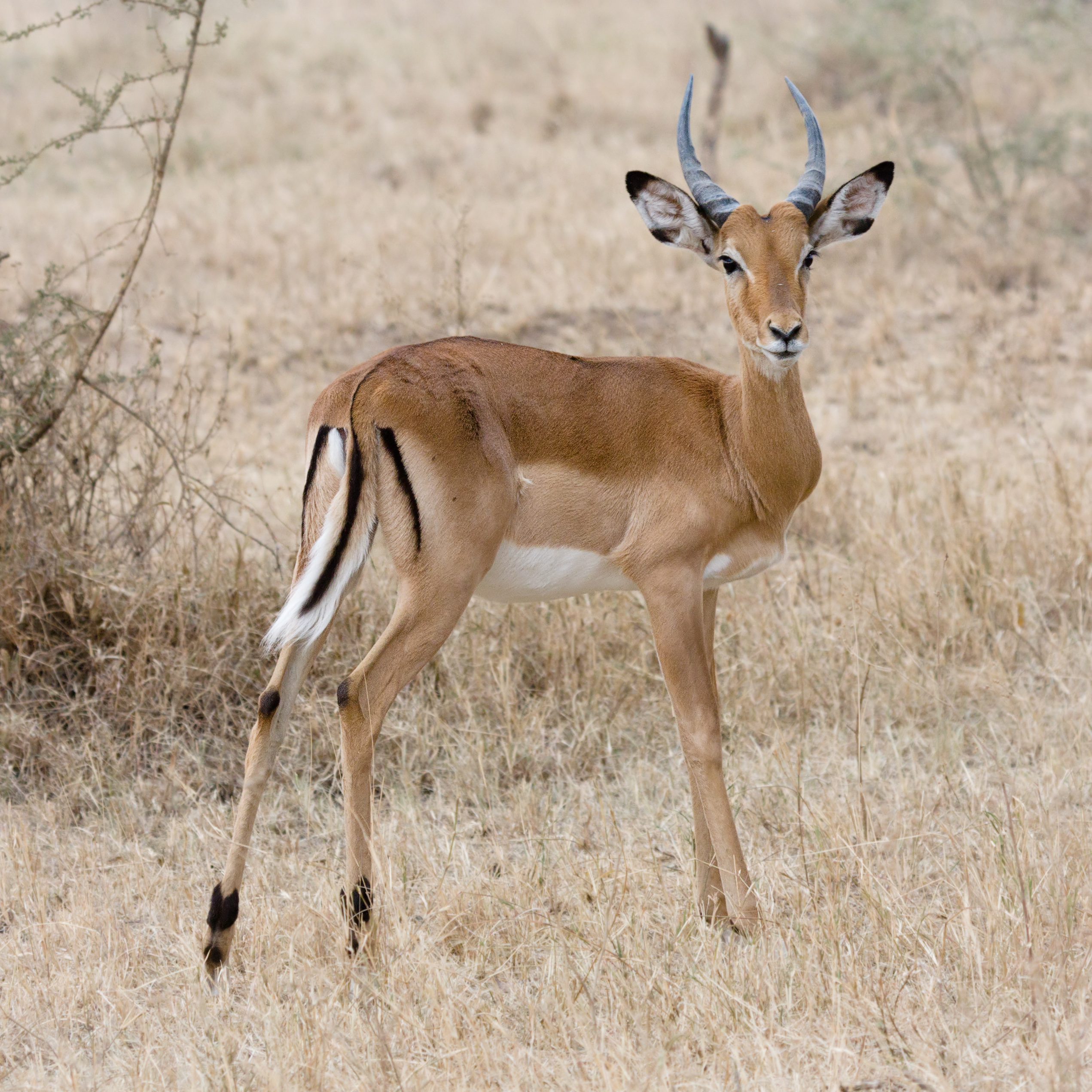
gazelle à pieds noirs, impala (mâle)